# 키드 잉크
브라이언 토드 콜린스 (Brian Todd Collins, 1986년 4월 1일, 캘리포니아주 로스앤젤레스 ~ )는 흔히 키드 잉크(Kid Ink)로 잘 알려진 미국의 힙합 가수이다. 그의 음반으로는 Up & Away, Almost Home, My Own Lane 등이 있으며, 그 중 My Own Lane에서는 그의 대표곡인 "Show Me", "Iz U Down", "Main Chick" 등이 수록되어 있다.